# إدوارد سي كورتيس
إدوارد سي كورتيس (بالإنجليزية: Edward C. Curtis)‏  (و. 1865 – 1920 م) هو سياسي أمريكي، كان عضوًا في الحزب الجمهوري، توفي عن عمر يناهز 55 عاماً.